# Sfârcea (okręg Alba)
Sfârcea – wieś w Rumunii, w okręgu Alba, w gminie Întregalde. W 2011 roku liczyła 44 mieszkańców.